# Porphyrinia violetta
Porphyrinia violetta är en fjärilsart som beskrevs av Otto Staudinger 1889. Porphyrinia violetta ingår i släktet Porphyrinia och familjen nattflyn. Inga underarter finns listade i Catalogue of Life.